# グスタフ・ゲルネート
グスタフ・ゲルネート（ドイツ語: Gustav Gerneth、1905年10月15日 - 2019年10月21日）は、ドイツ・ハーフェルベルク在住の男性で、ドイツの歴代最高齢者とされている人物。ドイツ帝国・シュチェチン(現・ポーランド)出身。ただし、その長寿記録は老年学研究者団体ジェロントロジー・リサーチ・グループ (GRG) によって認定されていない。

## 略歴
1905年10月15日、ドイツ帝国のシュチェチンに生まれる。同地で機械工学を学び、1924年に航海を行うとともに仕事を始める。1930年にハーフェルベルクの港で停泊していた船を所有していたシャーロットと結婚。すぐにシュチェチンに戻って、3人の子供を育てる。またこの当時、1936年に開催されたベルリンオリンピックを観戦したこともあったという。第二次世界大戦ではドイツ空軍に所属して戦った。しかしロシア軍に捕らえられる。1947年には解放された。その後はハーフェルベルクに移住し、1972年まで近場のガス火力発電所、ガソリンスタンドで働いた。1988年に妻が死去。その後も死去まで同地に住む。
2014年に109歳の誕生日を迎える。当時は家族の世話によって生活していたが、特に休日などでは自分だけでも料理することもあったという。またその時のニュースには、ダイエットもしなかったし、スポーツも特にすることはなかった。喫煙もしないし、アルコール類を飲むのもせいぜい祝賀会のみ、と書かれている。また当時もテレビが好きで、自身は「特にサッカーが好き。でも、今より昔の方がもっと楽しかった。」と語っている。
2015年には110歳の誕生日を迎える。その時に長寿の秘訣を聞かれると、「ダイエットをしないこと、それとバターとラードをよく使うこと。しかし、決してマーガリンは使わない。」と語っている。
晩年は特に甘いものを好んでいたという。
2019年10月15日、114歳を迎えた。その時のインタビューで「次は2020年に115歳の誕生日を迎えたい。」と語っていた。また、45年前から同じアパートに住んでいるとも報道された。
10月21日、自宅で114歳6日で死去。ゲルネート自身は1905年生まれと主張していたが、没後もギネス世界記録及びGRGには非公認のままである。